# Protochauliodes humeralis
Protochauliodes humeralis là một loài côn trùng trong họ Corydalidae thuộc bộ Megaloptera. Loài này được Banks miêu tả năm 1908.